# 井陉煤矿老井、皇冠塔
井陉煤矿老井、皇冠塔，位于中国河北省石家庄市井陉矿务局院内，为石家庄市井陉矿区的一个省级文物保护单位，类型为近现代文物，公布时间为2001年2月7日。
井陉煤矿老井、皇冠塔的历史年代为1903年。